# Зуунэхараа
Зуунэхараа (монг. Зүүнхараа) — посёлок городского типа, центр сомона Мандал в аймаке Сэлэнгэ, Монголия. Важная станция на Трансмонгольской железной дороге.

## Статус
До реформы административного устройства постсоциалистической Монголии Зуунэхараа имел статус города. В настоящее время Зуунэхараа сохраняет статус городского поселения (монг. тосгон, посёлок городского типа), сохраняя наименование «город» в традиции. Зуунэхараа является административным центром крупнейшей административной единицы аймака Сэлэнгэ — сомона Мандал (населением 24 678 человек), единственного в Монголии сомона, который больше столицы соответствующего аймака (столицы аймака Сэлэнгэ города Сухэ-Батор населением 19 662 человек).

## История
Город был построен со значительной помощью СССР.

## Административное деление
В административном отношении Зуунэхараа состоит из трёх микрорайонов (монг. баг):
- монг. Төмөр зам 6 052 жителя
- монг. Ширхэнцэг 5 209 жителей
- монг. Баянсуудал 6 741 житель

## Население
По оценке на 2004 год население посёлка составляет 15 тысяч человек. По переписи 2010 года — около 18 тысяч человек. Население растет быстрыми темпами. Жители центра поселка живут в пяти- и девятиэтажных домах, однако значительная часть населения проживает в юртах на окраинах.

## Экономика
В 1943 году в городе открылся спиртзавод.
В городе находится предприятие Улан-Баторской железной дороги, в частности, единственное в стране Вагоноремонтное депо для ремонта грузовых вагонов, вагоны УБЖД не имеют права выхода на железные дороги общего пользования РФ.

## Инфраструктура
С юга поселок соединён бетонным мостом и асфальтированной дорогой с посёлком Хэрх (население 3075 человек). Этот посёлок, фактически, является пригородом Зуунэхараа. Также асфальтированной дорогой поселок соединен с городами Улан-Батор и Дархан.

## Города-побратимы
- Ыйсон, Южная Корея